# Johann Konrad Stoppel
Johann Konrad Stoppel (* 23. Oktober 1641 in Waldshut; † vor 1714 vermutlich ebenda) war ein Geigenbauer der sogenannten alemannischen Schule und begründete eine bis ins 19. Jahrhundert reichende lokale Geigenbautradition.

## Leben
Johann Konrad Stoppel, in zeitgenössischer Schreibweise auch "Hans Conradt Stobbel", lebte und arbeitete als Geigenbauer in der vorderösterreichischen Stadt Waldshut. Nach den vergleichenden Forschungen von Olga Adelmann erlernte Johann Konrad Stoppel den Geigenbau in etwa zeitgleich mit Franz Straub bei Joseph Meyer in Geroldshofstetten bei Grafenhausen. Eine von Stoppel gefertigte Bassgeige im Historischen Museum von Basel ist mit dem Etikett "Hans Conradt Stobbel, Gygenmacher in Wien / Anno 1666 signiert. Ein Aufenthalt Stoppels in Wien ist gleichwohl nicht gesichert. Das Instrument gilt als frühestes signiertes Werk der alemannischen Geigenbauschule.

## Familie
Johann Konrad Stoppel wurde 1641 in Waldshut als Sohn des Andreas Stoppel (1597–1679) und der Elisabeth Tröndlin von ebenda geboren. Johann Konrad Stoppel heiratete 1679 Elisabeth Lußmann. Aus der Ehe entsprangen acht Kinder. Die Söhne Konrad Stoppel, geboren 1680, und Johann Stoppel, geboren 1689, führten das Geigenbauhandwerk des Vaters fort, erreichten aber nicht dessen Qualität. Stoppel wurde 1712 letztmals schriftlich erwähnt. Ab 1714 wurde seine Frau Elisabeth als Witwe bezeichnet.